# بيت عيال فرج (يافع)

تعديل مصدري - تعديل

بيت عيال فرج هي إحدى قرى عزلة لبعوس بمديرية يافع التابعة لمحافظة لحج، بلغ تعداد سكانها 48 نسمة حسب تعداد اليمن لعام 2004.